# ルアンパバーン郡
座標: 北緯19度53分 東経102度08分 / 北緯19.883度 東経102.133度
ルアンパバーン郡（ルアンパバーンぐん、ラーオ語: ເມືອງຫຼວງພະບາງ 発音:[lǔaŋ pʰāʔ.bàːŋ]）は、ラオス北部に位置する古都。市街地自体が文化遺産としてユネスコの世界遺産（ルアン・パバンの町）に登録されている。
ラオスの首都ヴィエンチャンからメコン川を約400キロメートル上流にさかのぼったナムカン川との合流場所に位置する。人口約６万人 (2025)。

## 歴史
- 古くは「ムアン・スワー（英語版）」と呼ばれた。
- 698年、ムアン・タン（英語版）（ディエンビエンフー）に攻められ、初代クーン・ロー（英語版）王がスワー侯国（Rajadharani Sri Sudhana）を建国。
- 11世紀頃よりタイ名「シエンドーンシエントーン (Xieng Dong Xieng Thong) 」と呼ばれていた。
- 1353年、ラーンサーン王国の初代ファー・グム（英語版）王によって首都とされ、ラーンサーン王国の中心として栄えた。この時、パバーン仏（英語版）が贈られた。
- 1479年8月、ベトナム後黎朝の黎聖宗がラーンサーン王国へ親征し、5方向から軍を進めた。王都ルアンパバーンを破壊、現在のジャール平原にあたる地域に鎮寧府を設置し、7県を置いて統治した。
- 1548年、ラーンナー王国のセーターティラート王がラーンサーン王国の王にもなり、1551年にエメラルド仏を首都へ運んだ。
- 1560年、セーターティラート王がヴィエンチャンに遷都し、シエンドーンシエントーンは「ルアンパバーン」に改称された。この時、パバーン仏とエメラルド仏もヴィエンチャンに移された。
- 1707年からルアンパバーン王国の首都として栄えた。
- 1777年、トンブリー王朝がヴィエンチャンへ侵攻しシャムの属領とされ、パバーン仏とエメラルド仏を略奪してバンコクへ持ち帰った。
- 1782年、チャクリー王朝がパバーン仏のみを返還した。
- 1828年、再びシャムが侵攻し、パバーン仏を略奪してバンコクへ持ち帰った。
- 1867年、パバーン仏が返還された。
- 1885年、フランスがルアンパバーンに副領事館を開設。
- 1887年、黒旗軍により壊滅的な打撃を受け、それをきっかけにルアンパバーン王国はフランスの保護を受け入れた。
- 1905年、フランスによるルアンパバーン王国再編。
- 1945年3月9日、日本によるラオス進駐が開始される。
- 1945年8月15日、日本の武装解除を求めた中華民国のラオス進駐開始。
- 1946年5月13日、フランスがルアンパバーンを占領。
- 1975年のパテート・ラオによる共産主義革命が起こるまで王宮が置かれていた（政治上の首都は以前からヴィエンチャン）。

## 表記
現在はラーオ語の発音に近い「ルアンパバーン」と表記されることが一般的となったが、過去にはタイ語からのローマ字表記が使われており、ルアンプラバンまたはルアンプラバーンとも表記された。なお、英語・フランス語など多くのヨーロッパ諸語や他の東南アジア諸語、中国語・韓国語等では現在でも「ルアンプラバン」の発音を基にした綴りを採用しており、「ルアンパバーン」の発音を採用するのはロシア語など数少ない。

## 主な建築物

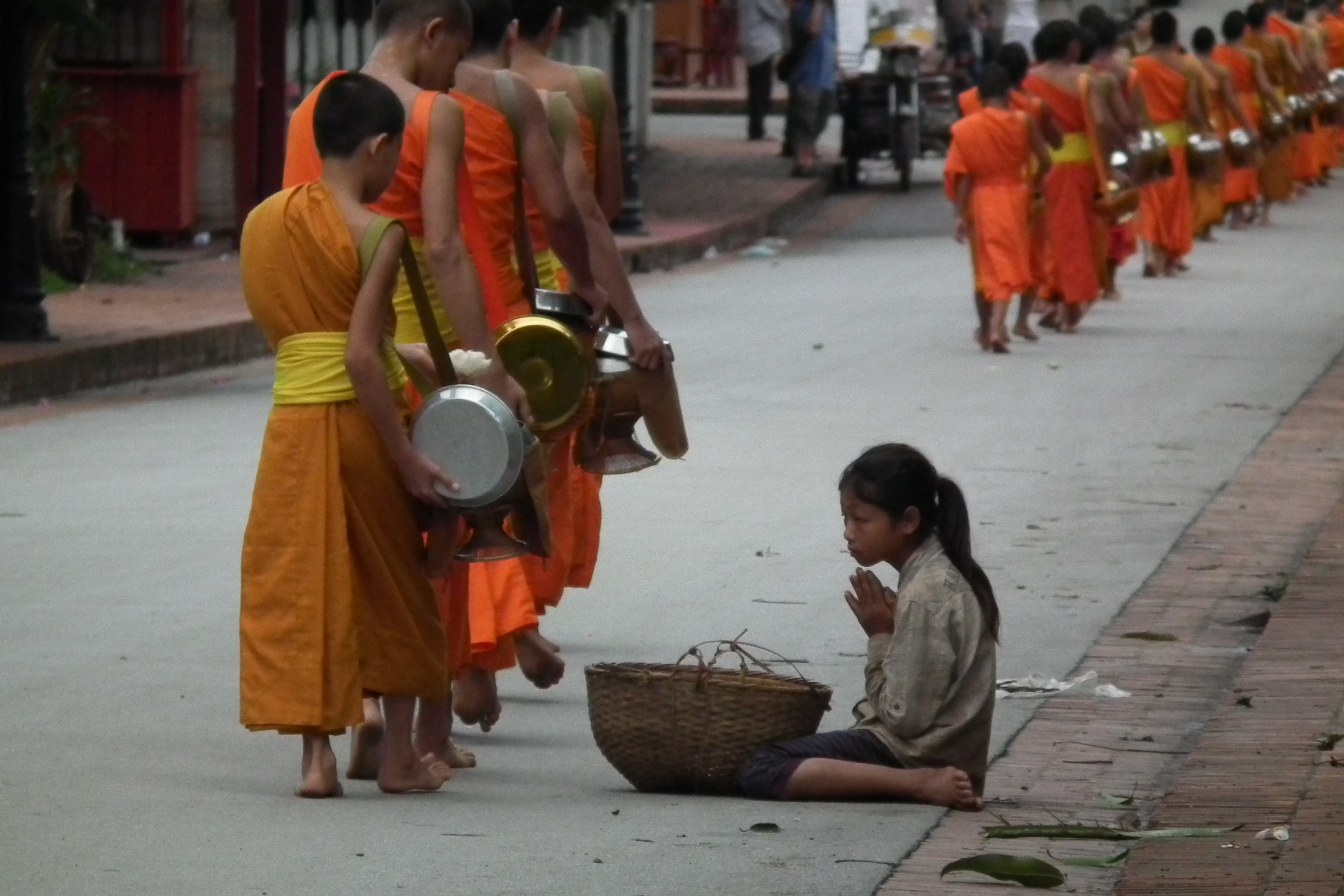
ラオス・ルアンパバーンでの僧侶が托鉢中に貧しい子供に食事をわける姿（サッカリン通り）

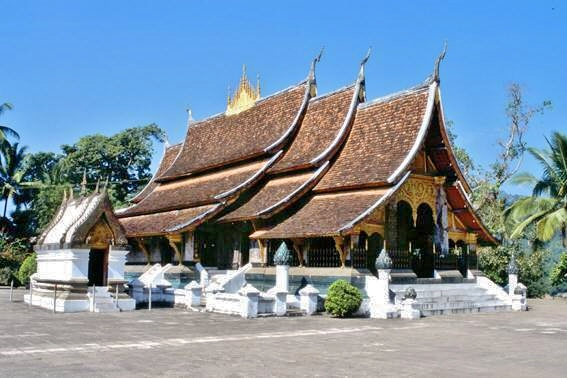
ワット・シエントーン

歴史的建造物としては、1560年にセーターティラート王によって建てられたワット・シエントーン、1513年に建立されたラオス最古の寺ワット・ウィスナラート、町を一望できるプーシーの丘には1804年にアヌルット王によって建立されたタート・チョムシーと呼ばれる仏塔などがある。町の中心部に位置する旧王宮はルアンパバーン国立博物館として利用されている。

## 交通

### 空路
- 国際線については、タイのバンコク・チエンマイ・ベトナムのハノイ・カンボジアのシェムリアップ、中華人民共和国の広州・景洪・長沙との路線がルアンパバーン国際空港から運航している（2019年時点）。2020年3月には熊本までの路線が開設される予定であったが、延期となった。
- 国内線については、ヴィエンチャン・パークセーとの路線がルアンパバーン国際空港から運航している。

### 陸路
- 国道13号線によりヴィエンチャンやヴァンヴィエンなどのラオス各都市と、国道1号線によりサイ郡と接続している。
- ヴィエンチャンと昆明を結ぶ中国ラオス鉄道のルアンパバーン駅が市内中心部より東に12km程の所に2021年12月3日に開業した。駅～市内間は定額のミニバンが運行している。

### 水路
- メコン川での水路はタイ国境のフエイサイから通じている。

## 観光・産業
2008年、ニューヨーク・タイムズの調査で行ってみたい国ベスト1に選ばれたラオスで、観光の中心はルアンパバーンである。1995年にルアンパバーンは世界遺産として登録された。2015年には登録20周年記念として12月7日から3日間、6大イベント（①ルアンパバン世界遺産の保全、開発に関する国際セミナー、②タートノイ寺からシェントング寺までの50のパレード、③写真展、画展、④商品展示会・ルアンパバンフードフェア、1995年からのルアンパバンの開発保全展、⑤芸術・舞踊・伝統スポーツ、⑥白象（カムケオ）などサイニャブリ県からの象のパレード）を開催した。
2017年11月、ラオス初の植物園である「ファタケ植物園」をオランダ人リック・ガデラが開園した。外国人観光客が多く訪れているほか、研究が不十分なラオスの植物やその薬草などとしての利用を研究する拠点となっている。また、高級ホテル「アマンタカ」が旧市街の外れに位置している。

### 気候
| ルアンパバーンの気候   | ルアンパバーンの気候 | ルアンパバーンの気候 | ルアンパバーンの気候 | ルアンパバーンの気候 | ルアンパバーンの気候 | ルアンパバーンの気候 | ルアンパバーンの気候 | ルアンパバーンの気候 | ルアンパバーンの気候 | ルアンパバーンの気候 | ルアンパバーンの気候 | ルアンパバーンの気候 | ルアンパバーンの気候 |
| 月                     | 1月                  | 2月                  | 3月                  | 4月                  | 5月                  | 6月                  | 7月                  | 8月                  | 9月                  | 10月                 | 11月                 | 12月                 | 年                   |
| ---------------------- | -------------------- | -------------------- | -------------------- | -------------------- | -------------------- | -------------------- | -------------------- | -------------------- | -------------------- | -------------------- | -------------------- | -------------------- | -------------------- |
| 平均最高気温 °C （°F） | 27.4 (81.3)          | 30.8 (87.4)          | 33.1 (91.6)          | 34.4 (93.9)          | 33.8 (92.8)          | 32.4 (90.3)          | 31.8 (89.2)          | 31.5 (88.7)          | 31.9 (89.4)          | 30.8 (87.4)          | 28.5 (83.3)          | 26.3 (79.3)          | 31.06 (87.88)        |
| 日平均気温 °C （°F）   | 19.1 (66.4)          | 21.6 (70.9)          | 24.4 (75.9)          | 26.9 (80.4)          | 27.7 (81.9)          | 27.6 (81.7)          | 27.0 (80.6)          | 26.7 (80.1)          | 26.4 (79.5)          | 24.8 (76.6)          | 21.9 (71.4)          | 18.6 (65.5)          | 24.39 (75.91)        |
| 平均最低気温 °C （°F） | 14.2 (57.6)          | 15.4 (59.7)          | 18.0 (64.4)          | 21.4 (70.5)          | 23.5 (74.3)          | 24.5 (76.1)          | 24.0 (75.2)          | 23.5 (74.3)          | 22.9 (73.2)          | 21.1 (70)            | 18.0 (64.4)          | 14.4 (57.9)          | 20.08 (68.13)        |
| 降水量 mm （inch）     | 15.2 (0.598)         | 18.6 (0.732)         | 29.8 (1.173)         | 107.9 (4.248)        | 147.2 (5.795)        | 258.2 (10.165)       | 228.4 (8.992)        | 288.6 (11.362)       | 172.6 (6.795)        | 126.2 (4.969)        | 40.1 (1.579)         | 10.1 (0.398)         | 1,442.9 (56.806)     |
| 平均降雨日数           | 2                    | 2                    | 3                    | 9                    | 12                   | 14                   | 16                   | 19                   | 12                   | 6                    | 3                    | 1                    | 99                   |
| % 湿度                 | 82                   | 77                   | 74                   | 76                   | 81                   | 85                   | 87                   | 89                   | 87                   | 86                   | 84                   | 85                   | 82.8                 |
| 平均月間日照時間       | 190.9                | 205.7                | 197.7                | 207.1                | 197.4                | 134.9                | 126.0                | 141.3                | 179.0                | 194.5                | 180.0                | 173.9                | 2,128.4              |
| 出典：NOAA (1961-1990) |                      |                      |                      |                      |                      |                      |                      |                      |                      |                      |                      |                      |                      |

### 主な観光地

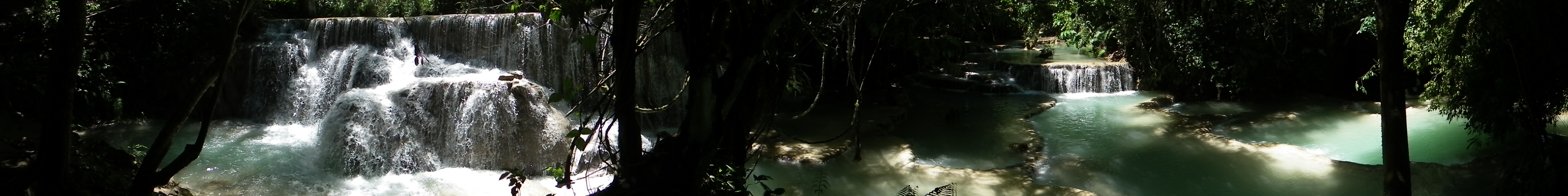
クアンシーの滝

- 王宮博物館（英語版） - 元王宮。内部には王宮時代に使用されていた調度品、贈答品などが展示されている。国のシンボル・パバーン仏（英語版）が保存されている。
- サッカリン通り - 寺院が集中し、早朝には僧侶による托鉢が見られる[8]。
- ワット・シエントーン - ルアンパバーンのシンボルにもなっている寺院。16世紀建立[8]。
- ワット・マイ - 1788年から70年をかけて建設された、王宮博物館に隣接する大きな寺院[8]。
- ワット・セーン - サッカリン通りに面する大規模な寺院。正式名称は「ワット・セーンスッカラム」。1714年、キサラート王時代の建立。1930年と1957年にブッダ生誕2500年を記念して改修された。境内の北東部にボートが奉納される[8]。
- ワット・ビスンナラート - またはワット・ビスン。別名「スイカ寺」は1512年に建立し当初は4000本の木材を使い、12本の柱に支えられた高さ30mにも及ぶ豪壮な木造建築であったが、19世紀のウンカム王時代に中国雲南省のホー族の1887年の侵入により破壊され、1898年にサッカリン王の手で再建された。塔であるタート・パトゥムは高さが35mあり、スイカを半分に切った形に似ていることから「スイカ寺」の異名が付いた。1914年に豪雨により破壊した際、140点の金銀宝物が寺院内部から発見され、王室に納められた。その後1932年に改修され、現在に至る[8]。
- ワット・マノーロム[8]
- ワット・パバートタイ - ベトナム様式の寺院[8]。
- ワット・タートルアン[8]
- プーシーの丘 - 王宮博物館の向かいの小高い丘。300段以上の階段を登った先に小さな寺院があり、タート・チョムシーと呼ばれる金色に輝く仏塔が建つ。夜間にはライトアップされる。小さな丘の頂上からは町が360度一望できる。メコン川に沈む夕日のビューポイント[8]。
- バーン・サーンハイ - メコン川沿いの酒造りの村。壷作りでも有名[8]。
- パークウー洞窟 - メコン川を27kmほど遡行したところにある洞窟。約4000体もの新旧入り交じった仏像が安置される[8]。
- クアンシーの滝 - 市内から約30kmメコン川の下流側にある美しい滝[8]。
- ナイトバザール - シーサワンウォン通り入口付近で車両通行止めにして開かれる市。毎日18時頃から22時頃開催。飲食の屋台のほか、観光客向けの土産物屋などが多い[8]。

## ギャラリー

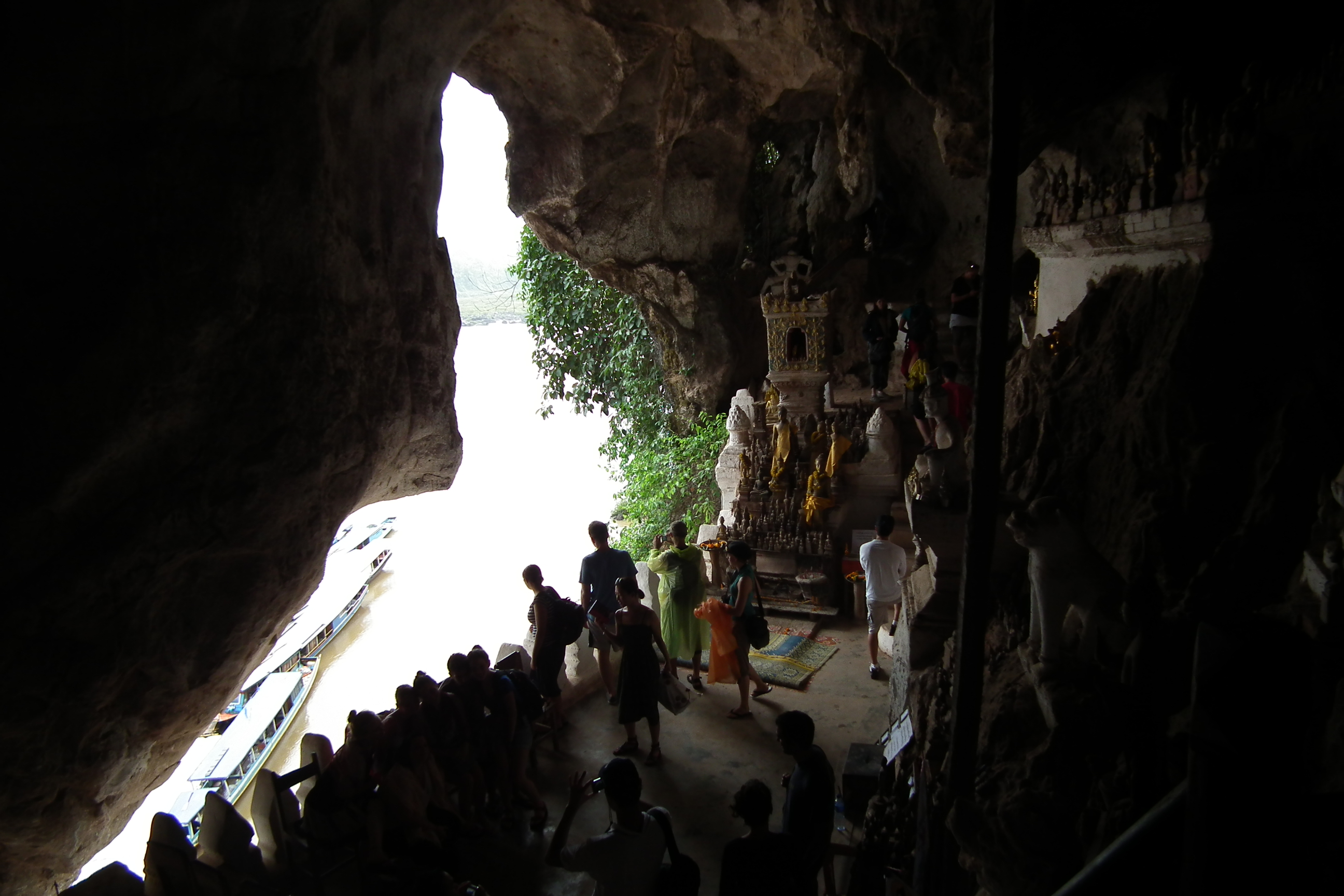
パークウー洞窟
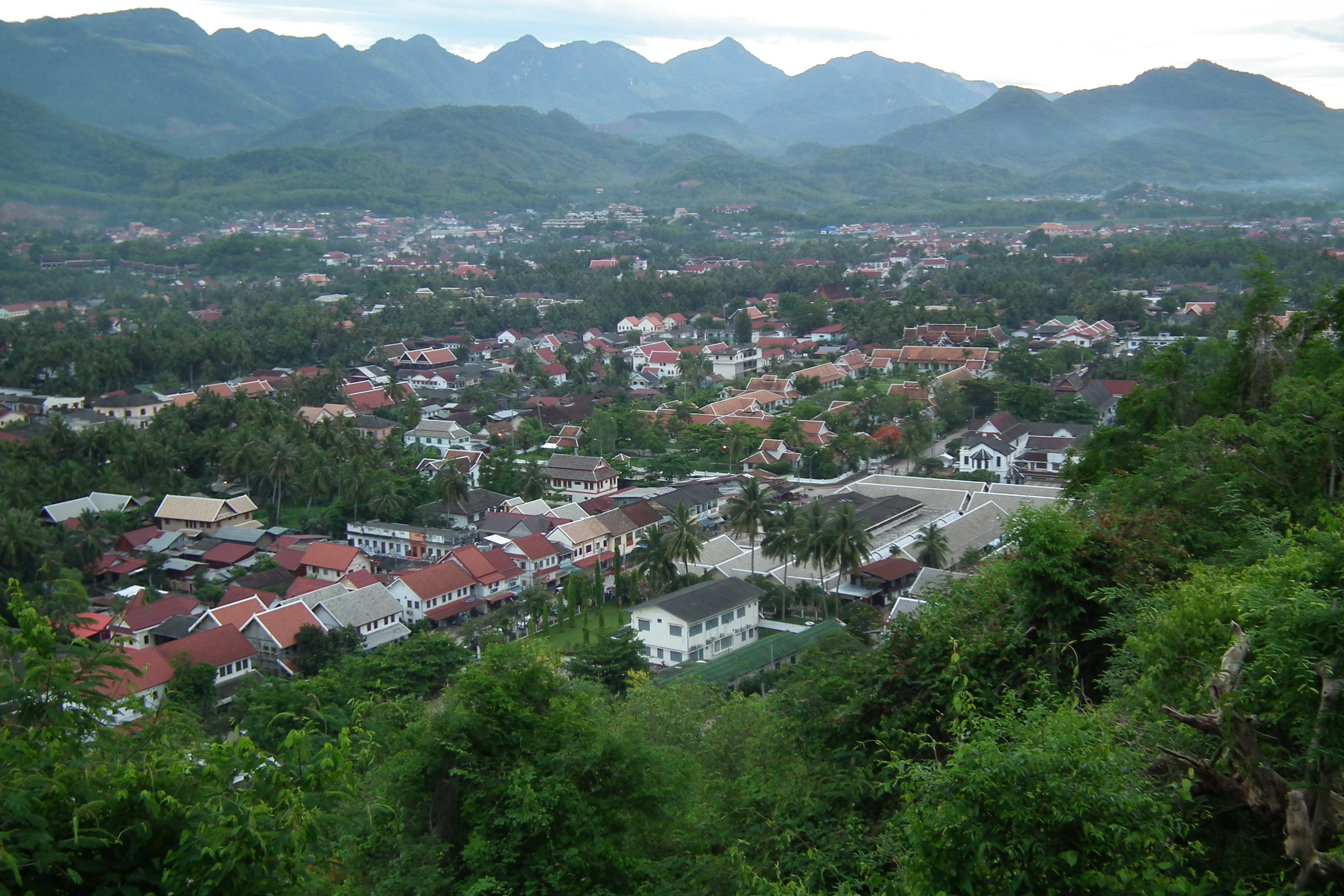
プーシーの丘から見るルアンパバーンの町並み （世界遺産）
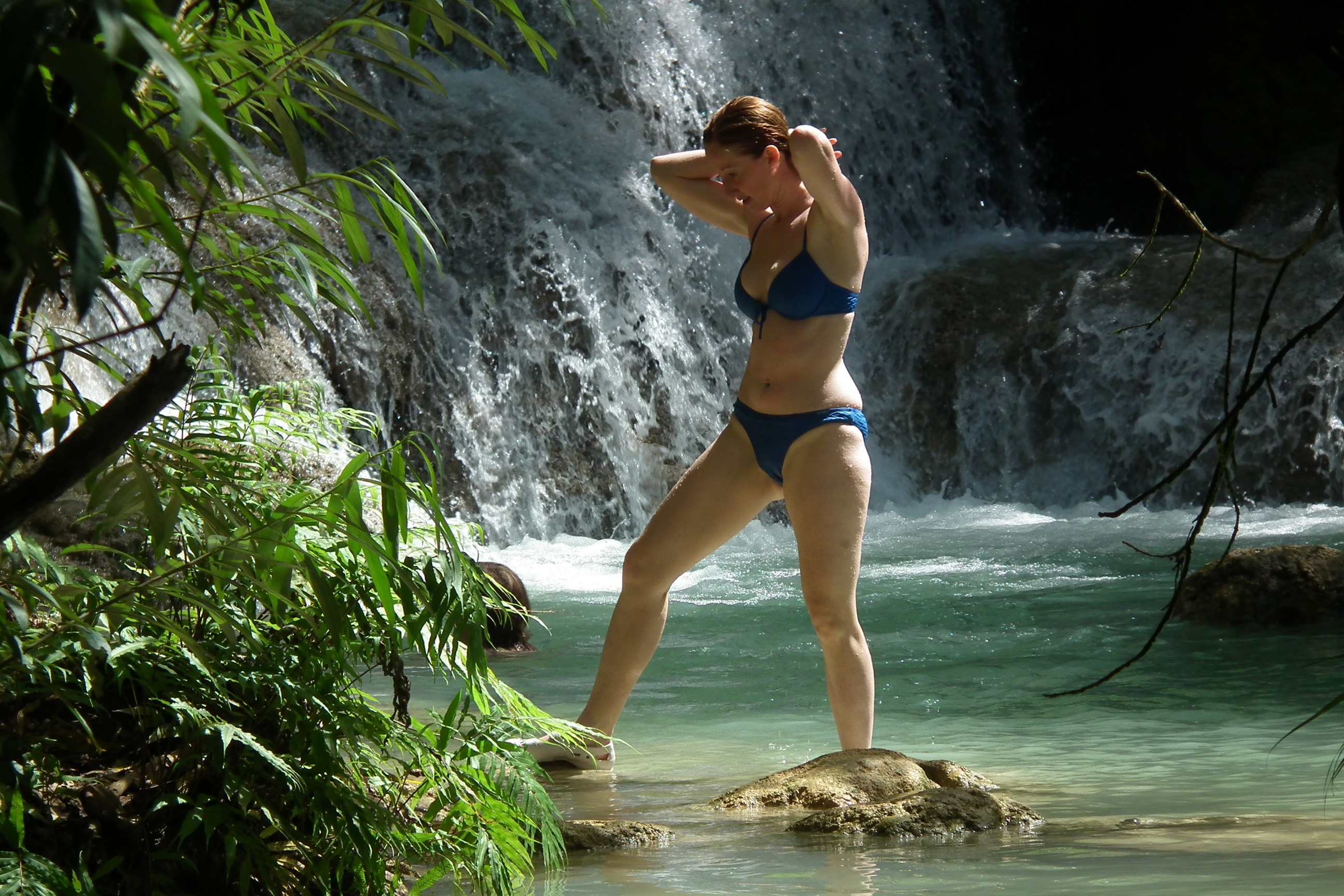
クアンシーの滝